# Propanoato de potasio
El propionato o propanoato de potasio es una sal potásica del ácido propanoico. Su fórmula química K(C2H5COO), que desarrollada es H3C-CH2-COOK.
Su punto de fusión es de 410 °C.

## Uso
Se emplea como conservante alimentario y recibe el código E-283 en Europa.
- Datos: Q416435
- Multimedia: Potassium propionate / Q416435

1. ↑  Número CAS